# Ranj Pillai
Pour les articles homonymes, voir Pillai.
Ranj Pillai, né en janvier 1974, est un homme politique canadien et premier ministre du Yukon du 14 janvier 2023 au 27 juin 2025.

## Famille et jeunesse
Né en Nouvelle-Écosse, il grandit à Brook Village sur l'Île du Cap-Breton et à Inverness, avant de déménager à Antigonish pour terminer son diplôme d'études secondaires. Il est issu de la diaspora indienne au Canada.

## Carrière politique
Pillai est conseiller municipal de Whitehorse de 2009 à 2012. Pendant ce mandat, il aide à obtenir que la « Journée du hockey de la Banque Scotia au Canada » se tienne à Whitehorse, et il reçoit le prix Champion du tourisme du Yukon 2011 pour ses efforts.
Il se présente pour le Parti libéral du Yukon dans la circonscription électorale de Porter Creek Sud lors des élections générales yukonnaises de 2016. Il est élu en battant le député sortant, Mike Nixon, membre du Parti du Yukon.
Le 3 décembre 2016, Pillai entre au cabinet du premier ministre Sandy Silver en tant que vice-premier ministre et ministre de l'Énergie, des Mines et des Ressources et du Développement économique. Il est également ministre responsable de la Société de développement du Yukon et de la Société d'énergie du Yukon.
Réélu en 2021, il devient ministre du Développement économique, ministre du Tourisme et de la Culture, ainsi que responsable de la Yukon Housing Corporation (organisme territorial de logement), de la Société des alcools du Yukon et de la Yukon Lottery Commission.
Pillai a également été directeur général des Premières Nations Champagne et Aishihik et a occupé des postes de direction au sein de Northern Vision Development et du collège du Yukon.

### Premier ministre du Yukon
Après la démission de Sandy Silver, il annonce sa volonté de participer à la course à la chefferie du Parti libéral du Yukon. Lors de la fin du dépôt des candidatures le 7 janvier 2023, il est le seul candidat en lice et devient donc chef du parti par acclamation.
Le 14 janvier suivant, il devient premier ministre du territoire. Il est le premier homme politique issu d'une minorité ethnique à être premier ministre du Yukon, et le deuxième Indo-Canadien à prendre la tête d'une province ou territoire, après Ujjal Dosanjh en Colombie-Britannique.
Le 7 mai 2025, il annonce sa prochaine démission de son poste de premier ministre. Le Modèle:Date-27 juin suivant, Mike Pemberton (en) lui succède.

## Vie privée
Pillai est marié et est père de deux enfants.